# Xauia
La Xauia (àrab: الشاوية, ax-Xāwiyya) és una regió històrica i cultural del Marroc. La delimita el riu Oum er-Rebia al sud-oest, el riu Cherrat al nord-est, la plana de Tadla al sud-est i l'oceà Atlàntic al nord-oest. Abasta una superfície de quasi 14.000 km².
Geogràficament la Xauia es pot dividir en dues subregions: l'alta i la baixa. La baixa Xauia és la zona més propera a la costa mentre que l'alta Xauia correspon a l'interior. Els sòls varien en fertilitat: els tirs foscos són apreciats per l'alt rendiment i coincideixen amb les terres dels Mdhakra, els Ouled H'riz i els Oulad Said. També hi ha sòls de terra rossa.
Al llarg de la història del Marroc, la Xauia era coneguda perquè s'hi conreaven blat i ordi, que s'exportaven en abundància a Casablanca, Mohammedia o Azemmour. És per això que l'anomenaven «el graner del Marroc». L'ovella xauia era apreciada per la llana i s'exportava a Marsella, on se la coneixia com a wardigha, en referència a una de les tribus de l'interior.
Hui, la Xauia forma part de la regió administrativa de Casablanca-Settat.

## Etimologia
«Xauia» significa ‘[terra d]els xauis’, una paraula amaziga que significa ‘pastors d'ovelles’.
| «                      | El terme xaui, en plural, significa «posseïdors de ramats d'ovelles». Originàriament, degué emprar-se exclusivament per a referir-se als amazics nòmades, i, en aquest sentit, sempre que s'ha tingut en compte la seua etimologia, com sembla haver fet Ibn Khaldun, el nom de la Xauia no s'ha donat indiscriminadament a totes les tribus de Tamsna, sinó només a les estepes pastorals de l'interior, a les quals s'aplicava millor el terme que no a la població ja parcialment agrícola de la plana costera. Posteriorment, aquest terme esdevingué un veritable nom ètnic i el seu significat original s'oblidà. | » |
| — F. Weisberger (1935) | |   |

## Història
La Xauia era part del territori de Barghawata fins que els almoràvits la van incorporar als seus dominis.
Després de la derrota dels Barghawata en el segle xii, les tribus àrabs d'ascendència Banu Hilal i Banu Sulaym s'assentaren a la regió, es barrejaren i arabitzaren els amazics de l'indret. En els segles XIII i XIV, els marínides van traslladar zenates de l'est del Marroc a la Xauia.
A principis del segle xx, a la Xauia hi hagué una forta rebel·lió. El 1907, els estrangers francesos entraren a la regió abans d'estendre el seu control sobre tot el Marroc.
Durant el protectorat francés, la Xauia formava part de la «subdivisió autònoma de Casablanca». Després la dividiren en tres controls civils: Xauia Nord (Casablanca), Xauia Centre (Berrechid) i Xauia Sud (Settat).

## Composició tribal
La confederació tribal de la Xauia consta tradicionalment de catorze tribus de parla àrab:
- Achach, d'origen àrab sulaym.
- Beni Meskine, d'origen àrab, abans formava part de la confederació de tribus de Tadla, però s'uniren a la confederació de la Xauia en el segle xix.
- Mdakra, parcialment d'origen àrab (les subtribus Ahlaf i Sabbah), i parcialment d'origen amazic Houara (la subtribu Mellila), fusionada amb un grup de Barghawata.[8]
- Mediouna, de Banu Hilal, d'origen àrab.
- Mzab, principalment d'àrabs d'origen Hilal.
- Mzamza, principalment d'origen àrab.
- Oulad Ali, d'origen àrab Maqil.
- Oulad Bouziri, d'origen amazic Sanhadja.
- Oulad Hriz, en part d'origen àrab, i en part d'origen amazic a causa de les subtribus. També va absorbir un grup originari de Barghawata.
- Oulad Said, d'origen Zughba àrab, establerts a la regió durant l'era marínida.
- Oulad Sidi Bendaoud, principalment d'origen amazic Sanahuja.
- Oulad Ziane, d'origen àrab Zughba.
- Zenetes, d'origen amazic.